# 514th Air Mobility Wing
Il 514th Air Mobility Wing è uno Stormo associato della Air Force Reserve Command, inquadrato nella Fourth Air Force. Il suo quartier generale è situato presso la Joint Base McGuire-Dix-Lakehurst, nel New Jersey.

## Missione
Lo stormo non dispone di propri velivoli, ma è associato al 305th Air Mobility Wing, Air Mobility Command, al quale fornisce personale di supporto per l'addestramento e la manutenzione per i suoi C-17A e KC-10A.

## Organizzazione
Attualmente, al settembre 2017, esso controlla:
- 514th Operations Group
  -  76th Air Refueling Squadrons
  -  78th Air Refueling Squadrons
  -  732nd Airlift Squadron
  - 514th Aeromedical Evacuation Squadron
  - 514th Air Mobility Operations Squadron
  - 514th Operations Support Squadron
- 514th Maintenance Group
  - 514th Maintenance Operations Flight
  - 514th Maintenance Squadron
  - 514th Aircraft Maintenance Squadrons
  - 714th Aircraft Maintenance Squadrons
- 514th Mission Support Group
  - 514th Mission Support Squadron
  - 514th Logistics Readiness Flight
  - 514th Military Personnel Flight
  - 514th Civil Engineer Squadron
  - 514th Communication Squadron
  - 514th Security Forces Squadron
  - 35th Aerial Port Squadrons
  - 88th Aerial Port Squadrons
- 514th Aeromedical Staging Squadron
- 514th Aerospace Medicine Squadron